# (35045) 1981 EB42
(35045) 1981 EB42 es un asteroide perteneciente al cinturón de asteroides, descubierto el 2 de marzo de 1981 por Schelte John Bus desde el Observatorio de Siding Spring, Nueva Gales del Sur, Australia.

## Designación y nombre
Designado provisionalmente como 1981 EB42.

## Características orbitales
1981 EB42 está situado a una distancia media del Sol de 3,121 ua, pudiendo alejarse hasta 3,449 ua y acercarse hasta 2,792 ua. Su excentricidad es 0,105 y la inclinación orbital 4,648 grados. Emplea 2014,13 días en completar una órbita alrededor del Sol.

## Características físicas
La magnitud absoluta de 1981 EB42 es 15. Tiene 5,224 km de diámetro y su albedo se estima en 0,059. 